# Kirk Franklin

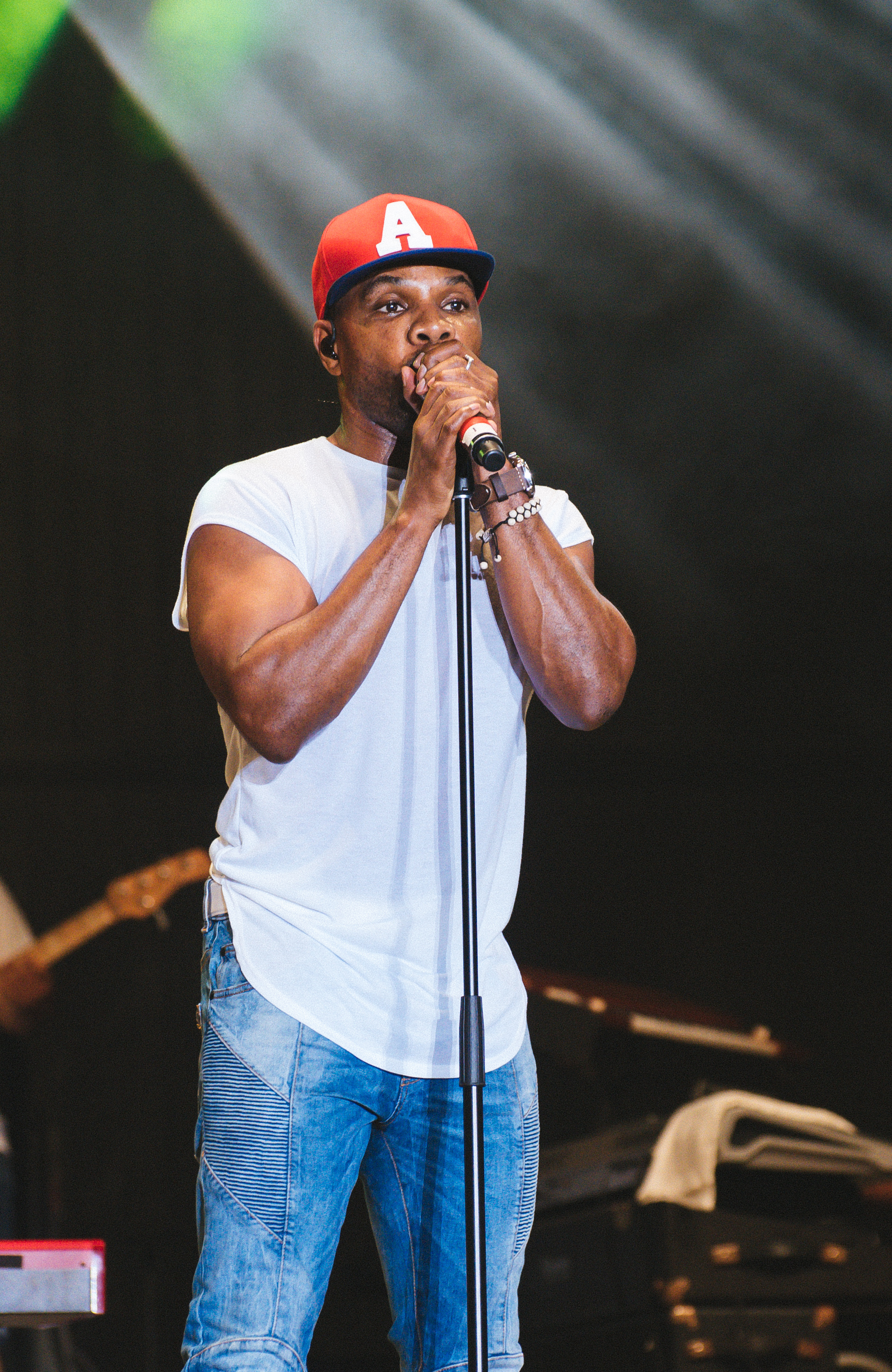
Kirk Franklin (2017)

Kirk Franklin (ur. 26 stycznia 1970 w Fort Worth w Teksasie w USA) – amerykański piosenkarz, twórca muzyki gospel i CCM.